# Jean Raymond IV Folch de Cardona
Pour les articles homonymes, voir Cardona (homonymie).
Pour les autres membres de la famille, voir Famille Folch de Cardon.
Jean Raymond IV Folch de Cardona (né en 1446 - mort en 1513 au château ducal de Cardona à Arbeca) est comte de Cardona, comte de Prades, vicomte de Vilamur et baron d'Entença (1486 - 1513) de 1486 à 1491. En 1491, pour récompense des services rendus à la Couronne d'Aragon, il est fait duc de Cardona et marquis de Pallars Sobirà. 
.

## Biographie

### Jeunesse
Jean Raymond IV naît en 1446, certainement dans le château familial d'Arbeca. Il est le fils de Jean Raymond III, lui-même comte de Cardona, et de Jeanne d'Urgell, fille d'Isabelle d'Aragon et du comte d'Urgell Jacques II, candidat au trône d'Aragon lors du compromis de Caspe, et sœur de d'Isabelle d'Urgell, mariée à Pierre de Portugal.

### La guerre civile catalane
En 1461, la Généralité de Catalogne réclame au roi d'Aragon Jean II la libération de Charles de Viane, fils de Jean II et héritier du royaume de Navarre de sa mère Blanche Ire. À la suite de la mort du prince dans des conditions troubles éclate en 1462 la guerre civile catalane, qui oppose Jean II aux principales représentations du pouvoir catalan, la Députation de la Généralité et le Conseil de Cent. Le conflit est cependant plus profond, car il oppose les rois d'Aragon qui entendent substituer un pouvoir royal fort à la tradition du pactisme cher à l'oligarchie urbaine catalane.
En 1462 éclate la guerre civile catalane. Jean Raymond IV n'a que seize ans lorsqu'il accompagne son père, qui porte secours à la reine et à son fils Ferdinand, assiégés par Hugues Roger III et les armées catalanes dans la forteresse de la Força Vella de Gérone. À la suite de la mort de Pierre de Coimbra en 1466, il est choisi comme prétendant au trône par les autorités catalanes, mais il refuse et reste fidèle au roi Jean II. En récompense, celui-ci organise en 1467 ses noces avec une demi-sœur de la reine Jeanne, Aldonça Enríquez. Mais, le 21 novembre 1467, il est fait prisonnier à la bataille de Viladamat.

### Les premiers rôles
Entre 1473 et 1476, Jean Raymond IV est député pour le « bras militaire » de la Généralité de Catalogne avec Jean de Ribes, abbé de l'abbaye royale de Perpignan. Il participe ensuite activement aux Cortes d'Aragon entre 1476 et 1479.

### La lutte contre le Pallars Sobirà
En 1479, Jean Raymond IV négocie la reddition et la soumission de son cousin, le comte de Pallars Sobirà Hugues Roger III qui a poursuivi la lutte contre le roi d'Aragon Ferdinand II après la fin de la guerre civile. En 1480, il obtient une trêve. Mais en 1482, Hugues Roger III reprend les armes, occupe le val d'Aran et la baronnie d'Erill, attaque les terres de l'évêque d'Urgell et la vicomté de Vilamur, qui appartient aux Cardona. Le roi d'Aragon, qui réside alors à Cordoue, confie aux Cardona, Jean Raymond IV et son père, Jean Raymond III, le soin de réprimer la révolte du comte de Pallars Sobirà. En 1484, ils s'emparent de la baronnie de Ponts, qui appartenait à l'épouse de Hugues Roger III, Catherine Albert i de Cardona, puis mettent la main sur Salas et Aramunt.
En 1486, Jean Raymond III meurt, et son fils hérite de tous ses titres. Durant l'hiver, il met le siège devant le château comtal de Pallars Sobirà, à Àneu, tandis que Hugues Roger III part en France chercher de l'aide, laissant seule son épouse. Celle-ci soutient le siège de Jean Raymond Foulques IV jusqu'au 30 juin 1487 et livre la forteresse le 10 juillet. En 1491, à la suite d'un procès initié par le roi d'Aragon, Hugues Roger III et son épouse sont condamnés pour rébellion à la peine de mort et leurs terres confisquées. Le comté de Pallars Sobirà est donné à Jean Raymond Foulques IV, avec titre de marquis et le comté de Cardona est élevé au rang de duché le 12 décembre 1492.

### Guerres d'Italie
En 1505, Jean Raymond IV est nommé vice-roi du royaume de Naples. Il quitte ses fonctions en 1507.

### Mort
Jean Raymond IV s'éteint en 1513 dans le château ducal des Cardona, à Arbeca.

## Mariage et descendance
Jean Raymond Foulques IV épouse en 1467 Aldonça Enríquez, fille de Frédéric Enríquez et demi-sœur de Jeanne Enríquez, épouse du roi d'Aragon Jean II. De cette union sont issus :
- Jeanne de Cardona i Enríquez (?-1547), mariée à Antonio Manrique de Lara ;
- Antoine de Cardona i Enríquez (?-1555), vice-roi de Sardaigne ;
- Louis de Cardona i Enríquez (1488-1532), président de la Généralité de Catalogne (1524-1527) et archevêque de Tarragone (1531-1532) ;
- Alphonse de Cardona i Enríquez (?-1522), marié à Aldonça de Terré, fille de François de Terré ;
- Henri de Cardona i Enríquez (1485-1530), évêque de Barcelone (1505-1512) ;
- Élisabeth de Cardona (?-1512), mariée en 1503 avec le comte de Ribagorce, Alphonse VII de Ribagorce ;
- Ferdinand Ier Jean Raymond Foulques de Cardona (1469-1543), 2e duc de Cardona, marié à Francisca Manrique de Lara ;
- Aldonça de Cardona i Enríquez (?-1532), mariée au comte d'Aranda Miquel Ximénez d'Urrea i Ferrandis d'Híxar[3] ;
- Thérèse de Cardona i Enríquez (?-1562), proposée comme épouse par le roi Ferdinand II à Laurent de Médicis, finalement abbesse du monastère de Pedralbes ;
- Pierre de Cardona i Enríquez (?-1546), marié à Jeanne de Requessens, lieutenant général de la Principauté de Catalogne.

Avec une dame valencienne inconnue, il a un fils naturel :
- Jacques de Cardona, commandeur de Saint-Jacques, marié à Catherine de Rocabertí, baronne de Sant Mori.